# Crotalaria fysonii
Crotalaria fysonii är en ärtväxtart som beskrevs av Stephen Troyte Dunn. Crotalaria fysonii ingår i släktet sunnhampor, och familjen ärtväxter. IUCN kategoriserar arten globalt som livskraftig. Inga underarter finns listade i Catalogue of Life.